# María Teresa de Bourbon
 (juin 2009).
Si vous disposez d'ouvrages ou d'articles de référence ou si vous connaissez des sites web de qualité traitant du thème abordé ici, merci de compléter l'article en donnant les références utiles à sa vérifiabilité et en les liant à la section « Notes et références ».
Teresa de Borbón y Vallabriga, née le 26 novembre 1780 à Velada (Tolède) au palais des comtes d'Altamira, alors que sa famille vivait à Arenas de San Pedro et morte le 23 novembre 1828 à Paris est une aristocrate espagnole surtout connue pour être issue du mariage morganatique de l'infant Louis Antoine d'Espagne et son mariage avec Manuel Godoy, favori du couple royal.

## Biographie
Née doña María Teresa Carolina de Borbón y Vallabriga, y Farnesio Rozas, elle est la 15e comtesse de Chinchón (Grande d'Espagne), première marquise de Boadilla del Monte et dame de l'ordre de María Luisa. Elle est la deuxième fille de Louis Antoine d'Espagne, 13e comte de Chinchón, et de son épouse María Teresa de Vallabriga y Rozas.
Elle a été baptisée dans la paroisse de Velada avec comme premier nom Vallabriga parce que comme ses frères elle ne pouvait pas utiliser le nom de Bourbon, par ordre de Charles III. Son père, l'infant Don Luis, a été éloigné de la famille royale par son refus de suivre la carrière ecclésiastique, qui lui avait été imposée.
María Teresa a passé ses cinq premières années à Arenas de San Pedro, où elle a été peinte par Goya au moins deux fois en portrait (1783, Galerie Nationale de Washington) et de la célèbre famille de l'Infant Don Luis (Fondation Magnani-Rocca, Italie).
À la mort de son père en 1785, elle a été transférée avec sa sœur Maria Luisa de Borbon y Vallabriga au couvent de San Clemente de Tolède. Le but de ces confinements a été certainement d'éviter leur mariage avec un noble, ce qui aurait déclenché des représailles de Charles III envers leur famille. Maria Teresa, y est restée douze ans, jusqu'en 1797, quand son cousin Charles IV et son épouse Marie-Louise de Bourbon-Parme décidèrent de la marier.

## Mariage d'intérêt
En 1797, la reine Marie Louise de Parme a organisé un mariage pour Manuel Godoy, dont elle espère qu'il l'attirera loin de sa maîtresse Pepita Tudó, et en même temps agira comme une couverture pour ses propres relations avec lui.
María Teresa de Bourbon, la cousine de Charles IV, fut choisie pour être l'épouse de Manuel Godoy.
Maria Teresa a souvent été qualifiée de « victime » des manipulations de la Reine et de Manuel Godoy, mais les historiens modernes ont tendance à nuancer cette idée. Elle et sa famille ont pu récupérer de nombreux avantages par la volonté du roi Charles IV. Pour ce dernier, il était si important de faire plaisir à sa femme qu'il ne se souciait pas beaucoup de bouleverser tout ce que son père Charles III avait si durement et implacablement décidé pour son frère Louis et ses descendants.
Le roi a permis à Maria Teresa d'utiliser le nom Borbón y Vallábriga ainsi qu'à son frère Louis et sa sœur Maria Luisa. Elle est titrée 1er marquise de Boadilla del Monte (1799), 15e comtesse de Chinchón et plus tard Grande d'Espagne (1823).
Maria Teresa connaissait à peine son futur mari, mais grâce au mariage, sa famille a récupéré le nom de Bourbon pour ses trois frères et les privilèges de leur naissance seront acceptés par les tribunaux avec tous les honneurs de leur rang "Grand d'Espagne de première classe", leur permettant d'utiliser le bouclier et les armes de la famille Bourbon. Pour donner à la mariée une « dignité » selon Manuel Godoy, et pour rectifier les erreurs du passé, les articles du baptême des enfants de Don Luis et les notes figurant dans la paroisse ont été modifiés. Un arrêté royal a été envoyé à l'évêque d'Avila, pour lui ordonner de transmettre les actes de baptême concernant les enfants de l'infant Don Luis et d'y rajouter le nom de Bourbon comme premier nom de famille, ce que l'évêque a fait immédiatement.
Le roi a permis d'utiliser le titre d'Infante à la mère de Maria Teresa, et l'a décorée avec ses deux filles de l'ordre de Maria Luisa.
Des pensions ont été accordées aux filles de l'infant Don Luis : la première reçut 360 reales par an accordés par arrêté royal du 2 octobre 1797, la deuxième de 200 par ordre royal 27 septembre 1802. Son fils aîné Luis Maria de Borbon y Vallabriga, qui fut l'un des négociateurs du mariage de sa sœur, a été remercié par le roi qui lui a accordé de nombreuses faveurs et les bénéfices de l ' archevêché de Tolède et plus tard, celui de Séville.
Le mariage a été accueilli avec une certaine satisfaction par María Teresa, car cela lui a permis de sortir d'un isolement ennuyeux en devenant la femme d'un homme étroitement lié à la vie publique et à la famille royale, et lui permettant d'avoir une vie confortable et respectable. En outre, elle a été très heureuse de voir comment toute sa famille à l'occasion de son mariage, a pu recouvrer la dignité perdue et a été placée dans une position sociale la plus élevée.
Elle épouse Manuel Godoy le 21 octobre 1797 à l'Escorial près de Madrid. De cette union nait une fille unique  Luisa Carlota Manuela de Godoy.

## Triste vie de couple
Le mariage a eu lieu avec pompe dans le monastère de El Escorial, le 2 octobre 1797. Tout récemment mariée, Maria Teresa n'a trouvé en son mari ni amour ni respect car il était amoureux de Pepita Tudo qui vivait avec eux dans la même maison. Cette situation tendue entraîna l'accumulation de la haine pour son mari, de plus en plus intense.
Toute la suite est un jargon inintelligible, peut-être une traduction automatique de l'espagnol :
La reine Maria Luisa s'impliqua toujours dans la vie de sa favorite, très préoccupée par les relations de leur mariage et sa mère a été autorisés à lui écrire pour lui donner des conseils. Maria Theresa tombe enceinte quand ils l'ont fait passer au Palais de l'Orient à prendre soin de lui personnellement, d'avoir à prendre la présidence pour que vos mains ne sont pas fatigués à pied. Il a été au cours de la grossesse, lorsque Maria Teresa a posé pour son portrait du célèbre Musée du Prado.
Le 7 octobre 1800 est née la fille du Prince de la Paix, marié le 2 octobre 1797, Luisa Carlota de Godoy y Borbon. Les rois de l'Escorial ont parrainé lors d'une cérémonie tenue par l'Archevêque de Tolède (qui a été Inquisiteur général), Francisco Antonio de Lorenzana, le roi de la chambre. La mère et la fille ont été décorés de l'Ordre de Maria Luisa, réservé exclusivement aux nourrissons.
Manuel Godoy déplorait dans ses lettres à la Reine, le mauvais caractère de sa femme et ses bizarreries, et même que c'était une petite fille, qui a appelé affectueusement "le singe" et a estimé qu'une grande faiblesse et il a critiqué et méprisé sa femme: "... il y aura quelques âmes de manière pathétique et l'indifférence ..."
Maria Teresa en 1804 tente de quitter sa famille, voyage à Tolède à la recherche de l'appui de son frère, la reine Maria Luisa, mais il lui a écrit une lettre lui disant que personne ne pouvait accueillir une femme seule, sans sa famille.
En 1803, le cardinal Luis Maria de Borbon a affecté l'ensemble de l'héritage de son père à sa sœur Maria Teresa, faisant d'elle la comtesse de Chinchon XV.
Après la mutinerie d'Aranjuez, où Manuel Godoy a été arrêté dans son palais d'Aranjuez et emprisonné, Maria Teresa avec son frère s'est enfuie à Tolède abandonnant pour toujours son mari détesté. Elle quitta sa fille et son père la rejoint un peu plus tard en exil. Avec l'invasion française a commencé une autre triste et difficile période de la princesse. Elle et sa sœur ne reçurent plus le revenu qui leur est assigné car saisis par les ennemis, et elles ont perdu tout ce qu'elles avaient, et traversèrent de grandes difficultés, et durent même vendre leurs bijoux.
Maria Teresa a vécu avec son frère tous les développements politiques dans le quartier animé à l'époque. De Tolède est venu en l'Andalousie. Luis Maria a été nommé président de la régence en 1809 et a adopté la Constitution de Cadix en 1812.
Mais au retour de Ferdinand VII, le cardinal Luis Maria de Borbon y Vallabriga tomba en disgrâce et a été confiné à Tolède, en compagnie de Maria Teresa pour assister aux funérailles de sa mère, à Saragosse en février 1820.

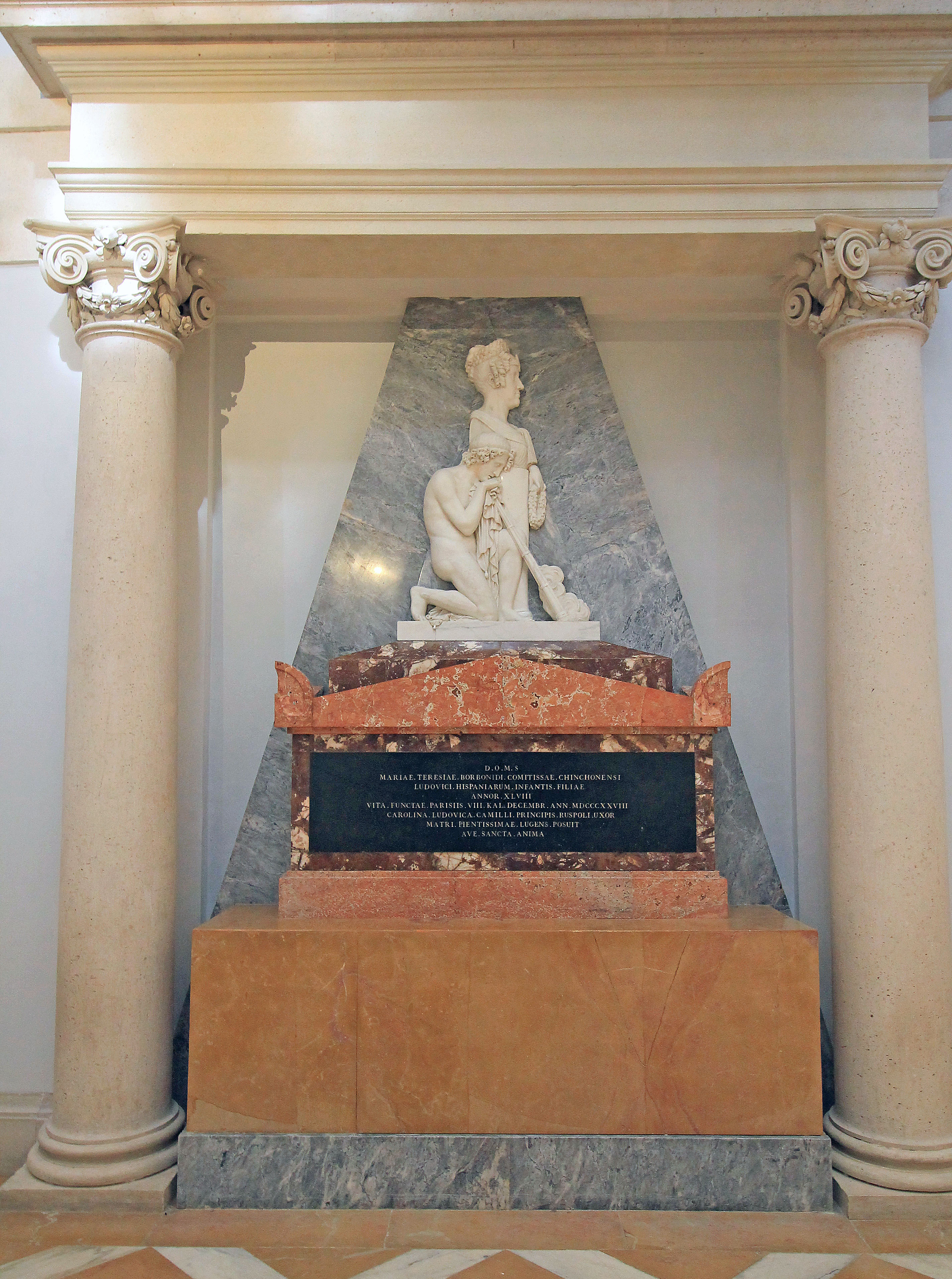
Sépulcre (palais de Boadilla del Monte).

N'ayant pas beaucoup de données, nous ne savons pas si la comtesse est retourné au palais de Boadilla del Monte, mais dans les archives du Palais Royal est conservée une lettre de 1817 qui demande à Mary Teresa Aranjuez des arbres pour leurs jardins de Boadilla.
Le 8 novembre 1821 leur fille Luisa Carlota de Godoy y Borbon s'est mariée à Madrid avec le prince italien Camillo Ruspoli Khevenhuller.

## L'exil à Paris
Le Cardinal Luis Maria est décédé en mars 1823, et Maria Teresa n'a pas d'autre choix que de s'exiler à Paris en 1824, en raison de son lien avec le constitutionnaliste et les idées libérales. Il a rencontré avec sa sœur Maria Luisa et le mari de celle-ci, le duc de San Fernando de Quiroga (es).
Mais Paris lui a également permis d'améliorer sa vie. Elle a vécu une romance torturée avec le colonel Mateos, qui s'enrichit à ses dépens. Elle a traversé une véritable crise économique qui a forcé sa famille à vendre des bijoux. Après une longue et douloureuse maladie (cancer de l'utérus[réf. nécessaire]), qui a duré cinq mois, la comtesse de Chinchon est décédé le 24 novembre 1828.
Sa sœur Maria Luisa de Borbon y Vallabriga, qui avait épousé en 1817 à Murcia, Joaquín José de Melgarejo y Saurín, qui avait pris soin de l'horloge, a transféré ses restes au Palacio de Boadilla del Monte, accompagné de l'aumônier de l'Ambassade d'Espagne.
Quelques mois après sa mort le 7 février 1829, Manuel Godoy s'est marié avec Pepita Tudo qui a été sa maîtresse pendant près de quarante ans.